# Tasmanthrus angustipennis
Tasmanthrus angustipennis är en nattsländeart som beskrevs av Martin E. Mosely 1936. Tasmanthrus angustipennis ingår i släktet Tasmanthrus och familjen Philorheithridae. Inga underarter finns listade i Catalogue of Life.